# Dominique Zardi
Dominique Zardi (2 de març de 1930, París – 13 de desembre de 2009), de nom real Emile Jean Cohen-Zardi, va ser un actor francès. Va aparèixer a més de 500 pel·lícules, va ser el rei dels «tercers ganivets» (paper molt menor). Sol o en duo amb la seva eterna comparsa Henri Attal, va ser l'actor fetitxe de Claude Chabrol, Jean-Pierre Mocky i Pierre Granier-Deferre. Dominique Zardi era també escriptor, autor d'una desena de novel·les. El seu llibre de records: Le Comèdian fétiche du cinéma va sortir, amb edicions Dualpha, el juny de 2007, reeditat per edicions Alphée - Jean-Paul Bertrand el 2009. També va compondre cançons, sobretot per a les pel·lícules de Claude Chabrol. Periodista, va ser director de la revista d'esports i espectacles Euro Boxe Show. Era el cosí del pare de l'actriu i directora Agnès Jaoui. Descansa a París, al cementiri del Pare-Lachaise. Arran d'una conferència de premsa, una muntadora de cinema va preguntar a André Hunebelle per què feia segons papers com Henri Attal i Dominique Zardi. Dominique Zardi li va respondre amb una cita de Raimu:
| « | Sap, quan fas cuixa de be, el que és més bo, no és la carn, són les puntes d'all. Jo no sóc qui diu això, és Raimu. | » |

## Filmografia completa

### Cinema
- 1943: Malaria de Jean Gourguet
- 1945: La Ferme du pendu de Jean Dréville
- 1946: La Revanche de Roger la honte d'André Cayatte
- 1947: Carré de valets d'André Berthomieu
- 1947: Le Bateau a soupe de Maurice Gleize - Un marin
- 1953: Els tres mosqueters (Les Trois Mousquetaires) d'André Hunebelle
- 1953: Maternité clandestine de Jean Gourguet
- 1953: La Fille perdue de Jean Gourguet
- 1958: Christine de Pierre Gaspard-Huit
- 1958: Cette nuit-là de Maurice Cazeneuve
- 1958: La Chatte d'Henri Decoin
- 1958: La chatte sort ses griffes d'Henri Decoin
- 1958: Maxime de Henri Verneuil - Un portador de maletes a l'estació
- 1958: Roots of heaven de John Huston
- 1959: Croquemitoufle o La Femme des autres de Claude Barma - Un servidor de l'hotel
- 1959: La Femme et le Pantin de Julien Duvivier - Un mariner
- 1959: Pourquoi viens-tu si tard ? d'Henri Decoin - Un ballador
- 1959: Pickpocket de Robert Bresson - Un passatger al soterrani
- 1959: Les Yeux de l'amour de Denys de La Patellière - Un passatger del tren
- 1960: Les Bonnes femmes, de Claude Chabrol - El director d'orquestra Charly Boston
- 1960: Le Trou de Jacques Becker - El presoner encarregat dels paquets
- 1960: La veritat (La Vérité) d'Henri-Georges Clouzot - Un home sortint del metro i a la terrassa d'un bar
- 1960: Le Bossu d'André Hunebelle
- 1960: Crack in the Mirror de Richard Fleischer
- 1960: Le Dialogue des Carmélites de Philippe Agostini, R.L Bruckberger
- 1960: Austerlitz d'Abel Gance
- 1960: Tête folle de Robert Vernay
- 1960: No em diguis adéu (Goodbye Again) d'Anatole Litvak - Un home al concert
- 1960: Comment qu'elle est de Bernard Borderie
- 1960: Paris Blues (Paris Blues) de Martin Ritt
- 1961: La Belle Américaine de Robert Dhéry (no surt als crèdits)
- 1961: Les Godelureaux de Claude Chabrol - Un consumidor
- 1961: Une femme est une femme de Jean-Luc Godard - El fals cec
- 1961: Un home anomenat La Rocca (Un nommé La Rocca) de Jean Becker - Un presoner desactivador de mines
- 1961: The Longest Day de Ken Annakin, Andrew Marton, Bernhard Wicki
- 1961: Els tres mosqueters (Les Trois Mousquetaires) de Bernard Borderie - L'aubergiste de Mouny a la primera època: Les Ferrets de la reine
- 1961: Vive Henri IV, vive l'amour de Claude Autant-Lara
- 1961: Saint-Tropez blues de Marcel Moussy - Un maríner
- 1961: À rebrousse-poil de Pierre Armand
- 1961: Ophélia de Claude Chabrol - Un guarda
- 1961: Un cheval per deux de Jean-Marc Thibault
- 1961: Gigot, clochard de Belleville (Gigot) de Gene Kelly
- 1961: Les Parisiennes de Marc Allégret - Un passatger del bus a l'esquetx Sophie
- 1961: Le crime ne paie pas de Gérard Oury - Un espectador en el cinema a l'esquetx del Pròleg
- 1961: La Bride sur le cou de Roger Vadim - Un home al club nocturn
- 1962: Les Petits Matins ou Mademoiselle stop de Jacqueline Audry - Un espectador a la boxa
- 1962: Vie privée de Louis Malle - Un admirador en cotxe descapotable
- 1962: Un chien dans un jeu de quilles de Fabien Collin
- 1962: Les Ennemis d'Édouard Molinaro
- 1962: Le Monte-Charge de Marcel Bluwal
- 1962: Arsène Lupin contra Arsène Lupin (Arsène Lupin contre Arsène Lupin), d'Édouard Molinaro
- 1962: L'assassin est dans l'annuaire ou Cet imbécile de Rimoldi de Léo Joannon - Un jugador de billar
- 1962: Dossier 1413 d'Alfred Rode - Un amic de Caroline que provoca Gilles
- 1962: Les Femmes d'abord de Raoul André - L'autoestopista
- 1962: L'Empire de la nuit de Pierre Grimblat
- 1962: Les Bonnes Causes de Christian Jaque - Un home sortint de l'audiència
- 1963: El confident (Le Doulos) de Jean-Pierre Melville Un home de Nuttecchio
- 1963: Landru de Claude Chabrol - Un gendarme
- 1963: Le Vice et la vertu de Roger Vadim - Un civil de la gestapo
- 1963: Les Vierges de Jean-Pierre Mocky - Un violador
- 1963: À toi de faire mignonne de Bernard Borderie
- 1963: Blague dans le coin de Maurice Labro
- 1963: Peau de banane de Marcel Ophuls - L'empleat del bookmaker al telèfon
- 1963: Château en Suède de Roger Vadim - Un policia
- 1963: Le Bon roi Dagobert de Pierre Chevalier - Un fals pelegrí
- 1963: Méfiez-vous, mesdames d'André Hunebelle - Léon, un presoner
- 1963: Coup de bambou de Jean Boyer
- 1963: Les Grands Chemins de Christian Marquand
- 1963: Charade de Stanley Donen
- 1963: Un drôle de paroissien, de Jean-Pierre Mocky - El vagabund que recull de les galledes de les escombraries
- 1963: L'Aîné des Ferchaux de Jean-Pierre Melville - El seapker del partit de boxa
- 1963: Carambolages de Marcel Bluwal
- 1963: La Bande a Bobo de Tony Saitor
- 1963: Des frissons partout de Raoul André - Lucien
- 1963: L'assassin connaît la musique... de Pierre Chenal - Un client passejant-se a la botiga
- 1964: Les Plus Belles Escroqueries du monde de Claude Chabrol – en l'esquetx L'home qui vendit la Tour Eiffel
- 1964: La Ronde de Roger Vadim
- 1964: Faites sauter la banque de Jean Girault - Zapato, l'obrer a la trinxera
- 1964: Le Journal d'une dona de chambre de Luis Buñuel - Un gendarme
- 1964: Requiem per un caïd de Maurice Cloche - L'amic de Vasco
- 1964: La Mort d'un tueur de Robert Hossein - Un dur
- 1964: Fantômas d'André Hunebelle - Un guardaespatlles de Fantomas
- 1964: Nick Carter va tout casser de Henri Decoin
- 1964: La Grande Frousse o La Cité de l'indicible peur de Jean-Pierre Mocky - L'infermer de la comissaria
- 1964: Week-end a Zuydcoote d'Henri Verneuil -El caporal en cap
- 1964: La Chasse a l'homme d'Édouard Molinaro - Un truà
- 1964: Le Tigre aime la chair fraîche de Claude Chabrol - Un assassí de l'aeroport, disfressat de fals periodista
- 1964: Échappement libre de Jean Becker
- 1964: Jaloux comme un tigre de Darry Cowl - L'àrbitre de tennis
- 1964: Cent briques et des tuiles de Pierre Grimblat - Un agent
- 1964: Le Vampire de Dusseldorf de Robert Hossein
- 1965: Pierrot el boig (Pierrot le fou) de Jean-Luc Godard - L'empleat de l'estació de servei
- 1965: Paradiso, l'hôtel du libre échange (Hôtel Paradiso) de Peter Glenville
- 1965: Pleins feux sur Stanislas de Jean-Charles Dudrumet
- 1965: La fúria de Fantomas (Fantômas se déchaîne) d'André Hunebelle - Un home de confiança de Fantomas
- 1965: El gendarme a Nova York (Le Gendarme à New York) de Jean Girault - Un gendarme italià
- 1965: Compartiment tueurs de Costa-Gavras - L'inspector a la taverna
- 1965: Le Majordome de Jean Delannoy - Mérindol, un condemnat
- 1965: Fúria a Bahia (Furia a Bahia per OSS 117) d'André Hunebelle - Un assassí
- 1965: La Grosse Caisse d'Alex Joffé - Un home en el joc de bitlles
- 1965: La Métamorphose des cloportes de Pierre Granier-Deferre - Un presoner
- 1965: La Bourse et la vie de Jean-Pierre Mocky - Un transportador
- 1966: Angélique et le Roy de Bernard Borderie - Un participant en la missa negra
- 1965: Ces dames s'en mêlent de Raoul André
- 1965: Fifi la plume o L'Ange d'Albert Lamorisse; Henri Gruel; Georges Goetz
- 1965: Monnaie de singe d'Yves Robert
- 1965: Mission spéciale a Caracas de Raoul André
- 1965: Un milliard dans un billard de Nicolas Gessner
- 1966: Paris brûle-t-il ? de René Clément
- 1966: La Curée de Roger Vadim: un invitat al "ball verd" de Saccard
- 1966: La Ligne de démarcation de Claude Chabrol - Un soldat alemany
- 1966: La Bourse et la vie de Jean-Pierre Mocky - Un transportador
- 1966: Masculí femení de Jean-Luc Godard - Un home llegint una revista
- 1966: Paris au mois d'août de Pierre Granier-Deferre - Un client a Lipp
- 1966: Brigade antigangs de Bernard Borderie - P'tit Nantais
- 1966: Monsieur le president-directeur general de Jean Girault - Un guarda mòbil
- 1966: Tendre voyou de Jean Becker
- 1966: L'Attentat de Jean-François Davy, «Pel·lícula inèdita en sales»
- 1966: Roger la honte (Trappola per l'assassino) de Riccardo Freda - Un presidiari
- 1966: La Bande a Bebel de Charles Gérard
- 1966: Fantomas contra Scotland Yard (Fantômas contre Scotland Yard) d'André Hunebelle - El pilot de l'avió
- 1967: Un idiot a Paris de Serge Korber
- 1967: Fleur d'oseille de Georges Lautner - Le Tondu
- 1967: Le Scandale de Claude Chabrol - Un agressor
- 1967: Les Compagnons de la marguerite de Jean-Pierre Mocky - El jutge d'instrucció
- 1967: Le Soleil des voyous de Jean Delannoy - El tercer malfactor
- 1967: Le Grand dadais de Pierre Granier-Deferre
- 1967: Les Risques du métier d'André Cayatte - Un presoner
- 1967: Un idiot a Paris de Serge Korber - El curiós melòman
- 1967: J'ai tué Raspoutine de Robert Hossein
- 1967: Les Poneyttes de Joël Lemoigne - Un nadador a la piscina
- 1967: Les Grandes Vacances de Jean Girault
- 1967: Jerk a Istanbul de Francis Rigaud
- 1968: Les Biches de Claude Chabrol - Riais
- 1968: Faut pas prendre les enfants du bon dieu per des canards sauvages de Michel Audiard - Un assassí
- 1968: Ho ! de Robert Enrico - El metge de la presó
- 1968: Le gendarme se marie de Jean Girault - Un candidat ajudant
- 1968: La Petite vertu de Serge Korber - Lescure
- 1968: Caroline chérie de Denys de La Patellière
- 1968: Le Pacha de Georges Lautner - Hortz Weiss, un truà
- 1968: Sous le signe de Monte-Cristo ou Le Révolté d'André Hunebelle - Un detingut
- 1968: La Grande Lessive (!) de Jean-Pierre Mocky
- 1968: Faites donc plaisir aux amis de Francis Rigaud - Un empleat del garatge
- 1969: La Horse de Pierre Granier-Deferre - Tony, un truà
- 1969: Le Cerveau de Gérard Oury - Un oficial de presons
- 1969: La Femme infidèle de Claude Chabrol - El conductor de camió - escriu igualment la cançó de la pel·lícula La Tabaquera -
- 1969: Que la bête meure de Claude Chabrol - Un policier — escriu igualment la cançó de la pel·lícula: La Terre
- 1969: Una vídua d'or (Une veuve en or) de Michel Audiard - Un Bretó
- 1969: Delphine d'Eric Le Hung - El filòsof
- 1969: L'Étalon, de Jean-Pierre Mocky - Un diputat
- 1969: Le Cri du cormoran le soir au-dessus des jonques de Michel Audiard - Lulu, un guardaespatlles del Senyor K
- 1969: Elle boit pas, elle fume pas, elle drague pas mais elle cause, de Michel Audiard - El professor de ciències naturals
- 1970: Le Boucher de Claude Chabrol — és l'autor de la cançó de la pel·lícula Capri, petita illa -
- 1970: La Rupture de Claude Chabrol - El venedor de pilotes - és igualment l'autor de la cançó de la pel·lícula Isabel
- 1970: Solo de Jean-Pierre Mocky - El jutge d'instrucció
- 1970: Les coses de la vida (Les Choses de la vie) de Claude Sautet - L'autoestopista
- 1970: Dernier domicile connu de José Giovanni - Un maníac
- 1970: Sortie de secours de Roger Kahane
- 1970: L'Amour de Richard Balducci - El segon transportista
- 1970: Les Novices de Guy Casaril - Un agent a la comissaria
- 1970: Ils de Jean-Daniel Simon - Un assassí
- 1970: Le Gendarme en balade de Jean Girault - El caçador furtiu
- 1970: La Promesse de l'aube de Jules Dassin
- 1970: L'Étau (Topaz) d'Alfred Hitchcock - Un home sobre el vaixell (escena tallada al muntatge)
- 1970: Comme larrons en foire, curtmetratge d'Edmond Freess
- 1971: Le Cinéma de papa de Claude Berri - Un actor
- 1971: L'amour c'est gai, l'amour c'est triste de Jean-Daniel Pollet - Un empleat dels banys-dutxes
- 1971: Juste avant la nuit de Claude Chabrol - Príncep
- 1971: L'Albatros de Jean-Pierre Mocky - Un agressor de Paula
- 1971: Max i els traficants de ferralla (Max et les ferrailleurs) de Claude Sautet - Baraduch
- 1971: Qu'est-ce qui fait courir les crocodiles ? - El sabater
- 1971: On est toujours trop bon avec les femmes de Michel Boisrond - Un irlandès
- 1971: L'Explosion de Marc Simenon
- 1971: Joe, un cadàver molt atrafegat (Jo)  de Jean Girault - el duc
- 1971: La Décade prodigieuse de Claude Chabrol — Només és l'autor de la cançó del film Pour moi, mon chagrin —
- 1971: La Grande maffia de Philippe Clair
- 1972: Docteur Popaul de Claude Chabrol - El bisbe - és igualment l'autor de la cançó de la pel·lícula Le Petit chien
- 1972: Chut de Jean-Pierre Mocky - Un estalviador
- 1972: Elle cause plus, elle flingue de Michel Audiard - Riton «La Tinya»
- 1972: L'Odeur des fauves de Richard Balducci - Dominique
- 1972: Trop jolies per être honnêtes ou Quatre souris per un hol-up de Richard Balducci - El pacient de Christiane
- 1972: La Scoumoune de José Giovanni - Un presoner
- 1972: Les Galets d'Étretat de Sergio Gobbi
- 1972: L'Attentat d'Yves Boisset
- 1973: Le Fils de Pierre Granier-Deferre - El vagabund
- 1973: Une larme dans l'océan d'Henri Glaeser - Yanouch
- 1973: Don Juan 73 ou si Don Juan était une femme de Roger Vadim
- 1973: Les Aventures de Rabbi Jacob de Gérard Oury - El cuiner de «L'Estrella de Kiev»
- 1973: Le Complot de René Gainville
- 1973: Par ici la monnaie o Les Démerdards de Richard Balducci
- 1973: Deux hommes dans la ville de José Giovanni - Un presoner
- 1974: OK patron de Claude Vital - Mestre Ribot, el notari
- 1974: Nada de Claude Chabrol - Un policia
- 1974: La Race des seigneurs de Pierre Granier-Deferre
- 1974: Le Mâle du siècle de Claude Berri - Escena de Zardi, tallada al muntatge
- 1974: Les Quatre Charlots mousquetaires d'André Hunebelle - Un botxí
- 1975: Les Innocents aux mains sales de Claude Chabrol - Un policia - escriu igualment la cançó de la pel·lícula "Je sais"
- 1975: Un linceul n'a pas de poches de Jean-Pierre Mocky - Un home de confiança
- 1975: L'Ibis rouge de Jean-Pierre Mocky - Saddo, el brètol
- 1975: La gàbia (La Cage) de Pierre Granier-Deferre - El carter
- 1975: Adieu poulet de Pierre Granier-Deferre - L'home amb la cama trencada
- 1975: Andréa de Henri Glaeser - Clétrides
- 1975: L'Intrépide de Jean Girault
- 1976: Folies bourgeoises de Claude Chabrol - El motociclista
- 1976: Mado de Claude Sautet - Crovetto
- 1976: Dracula père et fils de Édouard Molinaro - Un agent
- 1976: Le Roi des bricoleurs de Jean-Pierre Mocky - El Pèl-Roig
- 1976: Le Pensionnat et ses intimités de René Gainville
- 1977: L'Homme pressé de Édouard Molinaro - Julien, el recepcionista
- 1977: Bartleby de Maurice Ronet: Cisailles Pel·lícula inicialment per a la televisió el 1976 i estrenada a sales el 1978
- 1978: Violette Nozière de Claude Chabrol - escriu igualment la cançó de la pel·lícula: Les Fauvettes
- 1978: Le Témoin, de Jean-Pierre Mocky - Moignard
- 1978: Comment se faire réformer de Philippe Clair
- 1978: Les réformés se portent bien de Philippe Clair
- 1979: Le piège a cons de Jean-Pierre Mocky - El cap de correus
- 1979: Le Toubib de Pierre Granier-Deferre - L'oficial Lac
- 1979: Le Mors aux dents de Laurent Heynemann -L'amo del cafè "Bastille"
- 1979: L'Associé de René Gainville - El porter del ministre
- 1980: Mais qu'est-ce que j'ai fait au Bon Dieu per avoir une femme qui boit dans les cafés avec les hommes ? de Jan Saint-Hamont - El cafeter
- 1980: Un mauvais fils de Claude Sautet - El contramestre
- 1981: Pour la peau d'un flic d'Alain Delon - - El petit calb
- 1981: Tais-toi quand tu parles de Philippe Clair - El veí
- 1981: Litan - La cité de spectres verts de Jean-Pierre Mocky - El cap dels boigs
- 1981: Une étrange affaire de Pierre Granier-Deferre - M. Gruaut, del contenciós
- 1982: L'Étoile du Nord de Pierre Granier-Deferre - El conserge de l'hotel
- 1982: Les Misérables de Robert Hossein - Chenildieu, un presidiari
- 1982: Y a-t-il un Français dans la salle ? de Jean-Pierre Mocky - Un sindicalista
- 1982: N'oublie pas ton père au vestiaire de Richard Balducci
- 1982: Plus beau que moi, tu meurs de Philippe Clair
- 1982: La Baraka - Aime Prado de Jean Valère
- 1983: Surprise Party de Roger Vadim
- 1983: L'Ami de Vincent de Pierre Granier-Deferre - Blouville, el guardià
- 1983: On l'appelle catastrophe de Richard Balducci - Fifi
- 1984: Retenez-moi... ou je fais un malheur ! de Michel Gérard
- 1984: À mort l'arbitre de Jean-Pierre Mocky - Un seguidor
- 1984: Par où t'es rentré ? On t'a pas vu sortir de Philippe Clair
- 1984: Le Sang des autres de Claude Chabrol - Un soldat alemany
- 1984: Poulet au vinaigre de Claude Chabrol - Henri Rieutord, el cap del despatx de correus -escriu igualment la cançó de la pel·lícula "Douce France"
- 1985: Y'a pas le feu de Richard Balducci - Gaston, el marit gelós
- 1985: Le Pactole de Jean-Pierre Mocky - El vigilant
- 1985: Banana's boulevard de Richard Balducci - El coronel
- 1986: Cours privé de Pierre Granier-Deferre - El bidell
- 1986: Le Miraculé de Jean-Pierre Mocky - Rondolo
- 1986: Màscares de Claude Chabrol - Totor
- 1987: Noyade interdite de Pierre Granier-Deferre - El venedor de bunyols - escriu igualment la cançó de la pel·lícula "Le petit ioio -
- 1987: La Comédie du travail de Jean-Pierre Mocky - L'uixer de l'a.n.p.e.
- 1987: Agent trouble de Jean-Pierre Mocky - El guardià
- 1987: Le Cri du hibou de Claude Chabrol - Un veí - escriu igualment les cançons de la pel·lícula ""L'ami des chiens" i "Il faudra bien"
- 1987: Les Saisons du plaisir de Jean-Pierre Mocky - Un congressista
- 1988: La couleur du vent de Pierre Granier-Deferre
- 1988: Une nuit a l'Assemblée nationale de Jean-Pierre Mocky - Fricasset
- 1988: Divine enfant de Jean-Pierre Mocky - Bouche, el periodista
- 1988: Le Dénommé de Jean-Claude Dague - Tonton Francheschi
- 1988: Il gèle en enfer de Jean-Pierre Mocky (paper tallat al muntatge)
- 1989: Les Sièges de l'Alcazar de Luc Moullet
- 1989: Jours tranquilles a Clichy de Claude Chabrol - escriu igualment les cançons de la pel·lícula "Shalom", i "L'asfour"
- 1989: L'Autrichienne de Pierre Granier-Deferre
- 1991: Madame Bovary de Claude Chabrol - El cec - escriu igualment la cançó de la pel·lícula "La chanson d'Emma"
- 1991: Delicatessen de Jean-Pierre Jeunet i Marc Caro taxista
- 1991: Le Huitième jour ou les pieds gelés, curtmetratge de Roland Platte
- 1991: Ville a vendre de Jean-Pierre Mocky - El caporal
- 1991: La Voix de Pierre Granier-Deferre - El servent
- 1992: Bonsoir de Jean-Pierre Mocky - El veí de Caroline
- 1994: El nen (Le Petit Garçon) de Pierre Granier-Deferre
- 1994: Noir comme le souvenir de Jean-Pierre Mocky - Un investigador
- 1996: Jour de pêche, Brice Ansel
- 1997: Alliance cherche doigt de Jean-Pierre Mocky
- 1997: Robin des Mers de Jean-Pierre Mocky - Emile Dupas
- 1998: Vidange de Jean-Pierre Mocky - El jutge Montel
- 1998: Au cœur du mensonge de Claude Chabrol - M. Schouten
- 1999: Tout est calme de Jean-Pierre Mocky - M. Coste
- 2001: Vidocq de Pitof - Un obrer bufador
- 2001: La Bête de miséricorde de Jean-Pierre Mocky - Momo
- 2001: Les Araignées de la nuit de Jean-Pierre Mocky - M. Dupond
- 2002: Michel Audiard et le mystère du triangle des Bermudes  Documental - Testimoni de D.Zardi
- 2003: Le Furet de Jean-Pierre Mocky - El coronel Petitjean
- 2004: Touristes oh yes!! de Jean-Pierre Mocky
- 2004: L'Amour aux trousses de Philippe de Chauveron - Papy Beldent
- 2004: Grabuge ! de Jean-Pierre Mocky
- 2006: Le Deal de Jean-Pierre Mocky - Mustang
- 2007: 13 French Street de Jean-Pierre Mocky: l'enterramorts
- 2007: Le Bénévole de Jean-Pierre Mocky: el col·lega de Jo

### Televisió
- 1953: Amédée et les messieurs en rang de Jean-Paul Carrère
- 1963: Le scieur de long de Marcel Bluwal
- 1964: L'abonné de ligne U (Fulletó de 40 episodis de 15 min) de Yannick Andreï - Un empleat de la r.a.t.p
- 1965: Frédéric le gardian (Fulletó de 24 episodis de 13 min) de Jacques Villa - Un gendarme
- 1965: La Famille Green de Abder Isker
- 1966: Le Trompette de la Bérésina (Fulletó de 8 episodis de 18 min) de Jean-Paul Carrère - Un gendarme
- 1966: Antony de Jean Kerchbron
- 1966: Jacquard de Jean-Paul Carrère
- 1966: Les pigeons de Notre-Dame de Jacques Villa
- 1967: L'auberge de la mare tranquille "Vidocq" de Marcel Bluwal - Un presidiari
- 1967: Lagardère (fulletó de 6 episodis de 52 min) de Jean-Pierre Decourt, explotat en el cinema en dues parts "Les aventures de Lagardère" i "Le bossu"
- 1967: Docteur Grundel d'Eric Le Hung
- 1967: Pitchipoï ou La parole donnée de Jacques Krier
- 1967: Jean de la Tour Miracle (Fulletó de 10 episodis de 20 min) de Jean-Paul Carrère
- 1967: Malican père et fils (Fulletó de 13 episodis de 26 min) de Yannick Andreï
- 1967: Le point d'honneur "Max el bonàs" de Jacques Deray
- 1967: Le coup de fil "L'aficionat o S.O.S Fernand" de Peter Yates
- 1968: La Bonifas de Pierre Cardinal
- 1968: L'home tout nu "Els informes de l'agència O" de Marc Simenon - Un gàngster
- 1971: Madame êtes-vous libre ? (Fulletó en 13 episodis de 26 min) de Jean-Paul Le Chanois
- 1971: Les coups de Jacques Lefèbvre
- 1972: Les Misérables -difós en dues parts- de Marcel Bluwal - Claquesous i Montparnasse
- 1973: Guillaume "La ligne de démarcation" de Jacques Ertaud - Un agent de la gestapo
- 1973: Les deux coronels "Les nouvelles aventures de Vidocq" de Marcel Bluwal i Pierre Goutas - Darius
- 1974: Une invitation a la chasse "Histoires insolites" de Claude Chabrol - Lecoeur, L'armer, El sastre, El primer picador
- 1974: Ce siècle avait sept ans, Les Brigades du Tigre de Victor Vicas - Rafa
- 1975: Adieu Amédée de Jean-Paul Carrère
- 1976: L'home a la casquette "Les brigades du tigre" de Victor Vicas - El vagabund
- 1977: Emmenez-moi au Ritz de Pierre Grimblat
- 1977: Au rendez-vous des Terre-Neuvas "Les enquêtes du commissaire Maigret" de Jean-Paul Sassy
- 1977: Richelieu (Fulletó de 6 episodis de 52 min) de Jean-Pierre Decourt
- 1978: Claudine s'en va de Édouard Molinaro - Un jugador al casino
- 1979: Staline, Trotsky, le pouvoir et la révolution d'Yves Ciampi - Chkyriakov
- 1979: Le Journal (Fulletó en 6 episodis de 52 min) de Philippe Lefebvre
- 1979: Une dernière fois Catherine "Histoires insolites" de Pierre Grimblat
- 1980: L'échafaud magique "Fantomas" de Claude Chabrol - El controlador del tren
- 1980: Arsène Lupin joue et perd (Fulletó de 6 episodis de 52 min) d'Alexandre Astruc - El comerciant d'objectes vells
- 1980: Le scarabée d'or: Histoires extraordinaires de Maurice Ronet - Edmond
- 1980: L'affaire Saint-Fiacre "Les enquêtes du commissaire Maigret" de Jean-Paul Sassy - Un italià - escriu igualment la cançó de la pel·lícula "L'affaire Saint-Fiacre"
- 1980: Le Grand Fossé d'Yves Ciampi - Daniel Renoult
- 1980: Jean Jaurès, vie et mort d'un socialiste de Ange Casta - Clémenceau
- 1981: Anthelme Collet ou Le brigand gentilhomme (Fulletó de 6 episodis de 52 min) de Jean-Paul Carrère
- 1981: L'atterrissage d'Eric Le Hung - El duaner
- 1981: Monsieur Litz "Il était musicien" de Claude Chabrol - Le moinillon
- 1982: La veuve rouge -Difós en dues parts - d'Édouard Molinaro
- 1982: La démobilisation generale de Hervé Bromberger
- 1982: Papa Poule (Fulletó de 6 episodis de 52 min) de Roger Kahane
- 1983: Jo Formose, Médecins de nuit de Stéphane Bertin - Roger
- 1983: Thérèse Humbert de Marcel Bluwal
- 1984: L'Âge vermeil (Fulletó de 4 episodis de 52 min) de Roger Kahane
- 1985: Maguy(Sèrie de 333 episodis de 26 min) de diversos directors
- 1986: Music-hall -Difós en dues parts - de Marcel Bluwal
- 1987: Marc et Sophie (Sèrie de 228 episodis de 26 min) de diversos directors
- 1988: Tourbillons (Fulletó de 10 episodis de 52 min) de Josée Dayan
- 1989: A corps et a cri de Josée Dayan - El petit home
- 1989: les Deux Frères (Fulletó de 13 episodis de 26 min) de Roger Kahane
- 1990: Terrain glissant "Tribunal" de Diversos directors
- 1990: Les Ritals de Marcel Bluwal
- 1990: La goutte d'or de Marcel Bluwal
- 1990: Attal et Zardi - Documental en el marc de "Cinema, cinema" - d'Alain Nahum - Testimoni
- 1991: Le Dernier Round "El grup de les traccions" de Josée Dayan, François Rossini
- 1991: Direct au coeur, Aldo tous risques de François Cohen-Seat, Michel Lang
- 1991: La Méthode Barnol, curtmetratge de Jean- Pierre Mocky - L'ajudant del Sr. Hubert
- 1992: Tout ou presque de Claude Vital
- 1994: La Rivière Espérance de Josée Dayan
- 1995: La dernière fête de Pierre Granier-Deferre
- 1995: Le club - Documental – d'Olivier Boutinot - Testimonis
- 1996: La nouvelle tribu de Roger Vadim - M. Vigouroux
- 2000: Les Misérables de Josée Dayan - Cochepaille
- 2006: Mocky Circus Documental d'Emmanuel Barnault - Testimoni de D.Zardi
- 2009: Myster Mocky présente sèrie de Jean-Pierre Mocky - 3 episodis

## Teatre
- 1963: Six Hommes en question de Frédéric Dard i Robert Hossein, escenificació Robert Hossein, Teatre Antoine
- 1967: Frédéric de Robert Lamoureux, escenificació Pierre Mondy, Teatre Edouard VII